# دانيلو ألميدا ألفيس
دانيلو ألميدا ألفيس (11 أبريل 1991 في البرازيل - ) هو لاعب كرة قدم برازيلي في مركز الهجوم. لعب مع أتلتيكو براغانتينو وجمعية بورتوغيزا الرياضية ونادي أفاي لكرة القدم ونادي فلامورتاري فلوره ونادي كريسيوما وLuverdense Esporte Clube ‏ ونادي فيلا نوفا ونادي ساو بينتو الرياضي ونادي اتلتيكو سوروكابا.

## وصلات خارجية
- دانيلو ألميدا ألفيس على موقع قاعدة بيانات كرة القدم.إي يو (الإنجليزية)
- دانيلو ألميدا ألفيس على موقع Soccerway.com (الإنجليزية)
- دانيلو ألميدا ألفيس على موقع عالم كرة القدم.نت (الإنجليزية)